# فالس-زيتسنهايم
فالس-زيتسنهايم (بالألمانية: Wals-Siezenheim) هي بلدية في ولاية سالزبورغ النمساوية. اعتبارا من 1 يناير 2016 يبلغ عدد سكانها 13،243 نسمة.

## أعلام
- فرانز بيرغر